# Wang Luming
Wang Luming, ursprungligt namn Wang Shouqi, född i november 1915 i Dongguan, Guangdong, död 28 september 2005 i Peking, var en kinesisk kommunistisk politiker och diplomat som tjänstgjorde som Folkrepubliken Kinas ambassadör i Sverige mellan 1972 och 1974.
Wang blev tidigt kommunistisk aktivist vid sin skola i hemstaden Dongguan, där han bland annat organiserade protester mot Japans imperialistiska politik i Kina. 1936 gick han med i Kinas kommunistiska parti och blev snart en ledande organisatör i Guangdong under andra kinesisk-japanska kriget och det kinesiska inbördeskriget. Efter krigsslutet var en kort tid underjordisk organisatör i kronkolonin Hongkong, som just återbördats till Storbritannien.
Efter Folkrepubliken Kinas grundande 1949 fortsatte han att ha viktiga partipositioner i Guangdong och var en tid även verksam inom oljeindustrin, varefter han gick med i utrikestjänsten. Mellan 1958 och 1966 var han bl.a. attaché med ansvar för politiska frågor vid Folkrepublikens ambassader i Rumänien och Albanien. Vid tiden för kulturrevolutionens början 1966 var han chef för ministeriets politiska avdelning i Peking. Som många andra kadrer inom utrikesförvaltningen kom han sedan att tillbringa några år på den kinesiska landsbygden för att som det hette ”omskolas av de fattiga och lägre mellan-bönderna”. 
1972 tillträdde han som Kinas Sverige-ambassadör i februari samma år, en post som han innehade fram till maj 1974. Sedan han återvänt till Peking blev han vicechef för sitt ministeriums Utrikespolitiska Forskningsinstitut. I juni 1980 blev han, säkert delvis p.g.a. sin anknytning till provinsen Guangdong, befordrad till vicechef för statsrådets kontor för Hongkong och Macao. Han pensionerades 1987.